# Bombylius proximocruciatus
Bombylius proximocruciatus är en tvåvingeart som beskrevs av Abbassian-lintzen 1965. Bombylius proximocruciatus ingår i släktet Bombylius och familjen svävflugor.
Artens utbredningsområde är Iran. Inga underarter finns listade i Catalogue of Life.